# 요시이 가나에
요시이 카나에(일본어: 吉井香奈恵, 1993년 4월 8일 ~ )는 일본의 아이돌 그룹 9nine(나인)의 구성원이다.
오사카출신. 레프로 엔터테인먼트소속.

## 내력
- 2003년「FLASH STAR」라는 오리지널 댄스팀으로, OCAT DANCE CHAMPIONSHIP 결승진출.
- 2009년5월, 「ORC200 제 13회 보컬 퀸 테스트」그랑프리 수상.
- 2010년7월, 「신생9nine 오디션」에 합격. 같은 해 9월 무라타 히로나와 같이, 퍼포먼스 걸스 유닛 「9nine」에 가입.
- 2012년10월, 뮤지컬『마크로스 더 뮤지컬쳐』에서 히로인의 사쿠라・크로포드역을 맡음.[1]

## 인물
- 가창력에 정평이 있고 아카펠라도 선보이고 있다.（2012년3월6일～3월11일에 실시된 9nine릴리즈 이벤트에서는 아카펠라로 9nine의 노래인 「Wonderful World」, 「koizora」, 그리고 니시노카나의 「Best Friend」을 선보였다.）
- 기타를 칠 수 있으며 연주한적도 있다.（2012년3월17일에 시부야www에서 실시된 팬미팅에서 「신발끈(靴紐)」、「엘레베이터(エレベーター)」라는 노래를 연주했다.）
- NMB48의 야마모토 사야카 (NMB48)는 리틀캣（예능학교）동창이다.
- 발사이즈는 24.0 cm.（2012년3월17일 기준）
- 취미는 기타, 노래방.
- 목표로 하고 있는 아티스트는 Beyonce.（2010/11/11시점）
- 소중히 아끼는 보물은 「친구나 동료」（2010/11/11시점）
- 9nine맴버로써 꿈은「모두가 동경하는 아티스트가 되는 것」（2010/11/11시점）

### 뮤지컬
- 마크로스 더 뮤지컬쳐（2012년10월3일 - 8일, TOKYO DOME CITY HALL） - 사쿠라・크로포드 역

### TV
- 하오하오!강시 걸〜도쿄 전시대 전기〜（2012년10월12일 - 12월21일, 테레비도쿄） - 요시이 카나에 역